# Midász
Midász (görögül: Μιδας) mondabeli, illetve történelmi alak: a hagyomány szerint mitikus fríg király, míg egy azonos nevű történelmi személy Kr. e. 738 és 696 között élt valóságos frígiai király volt.

## A mondabeli király
Midász Gordius király fia, Briges népének mesés királya volt, aki a hagyomány szerint népét Macedóniából Phrygiába vezette, ahol aztán a Briges név Phrygesszé változott. [Hdt. 7, 73. 8, 138.] 

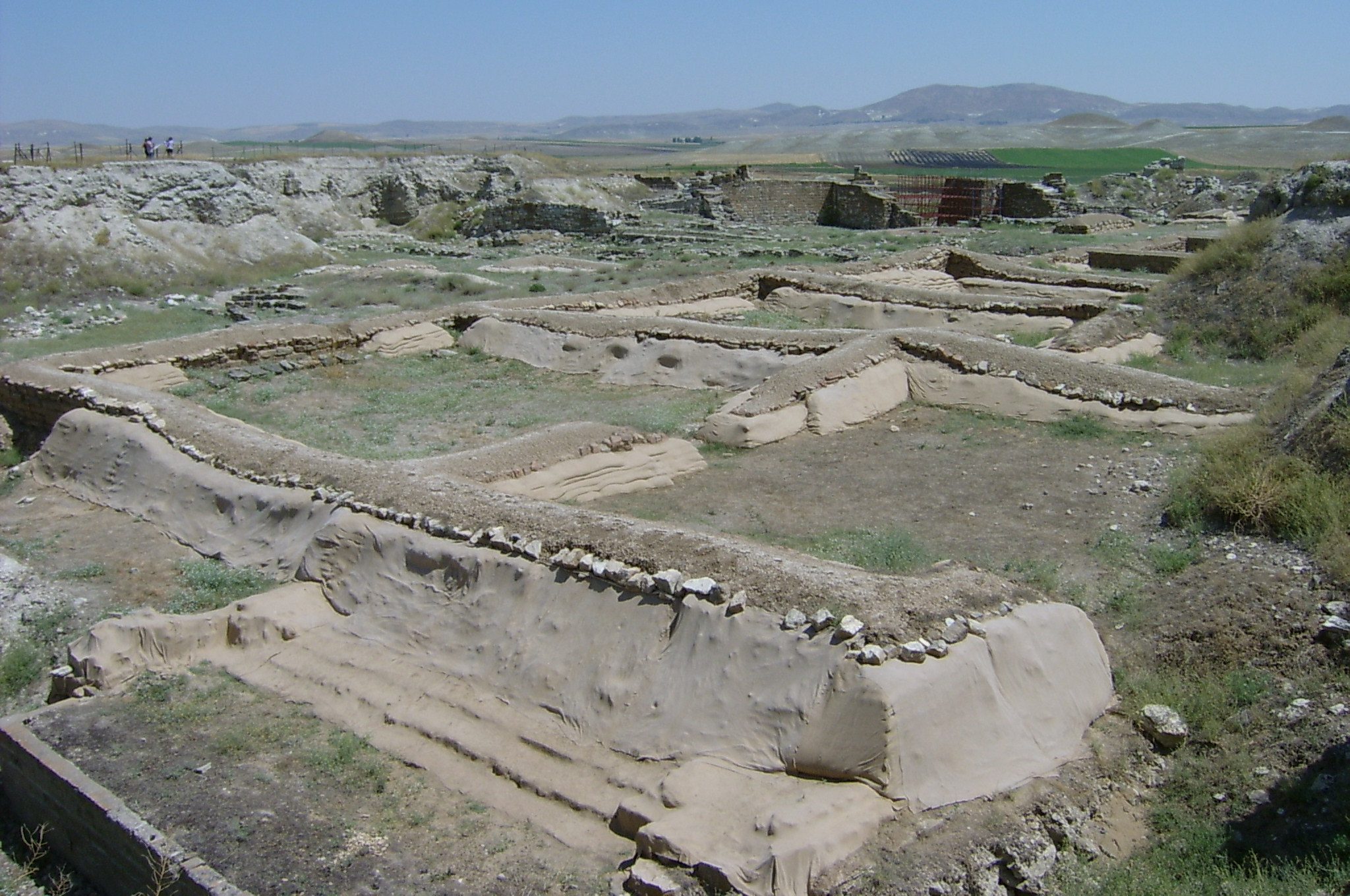
Gordion romjai

Már gyermekkorában az istenek csodás módon előre tudatták vele, hogy földi javakkal bőségesen meg fogják áldani: hangyák búzaszemeket hordoztak a szájába. [Cic. Div. 1, 36.] Később aztán híres rózsaligetek kerültek birtokába, tele az ókori mítosz csodálatos növényeivel, a hatvanlevelű (szirmú) vadrózsákkal, melyek a hagyomány szerint Macedóniában a Bermius hegység aljában tenyésztek.
Itt történt azután, hogy Silenus, aki Dionysus isten kíséretében arra járt, boros állapotban eltévedt és Midasz alattvalóinak, a phrygiai parasztoknak kezébe került. A parasztok elfogták, virágfüzérekkel megkötözték, és Midasz király elébe vezették. Midas, akit Orpheus és Eumolpus a titokzatos tanokba beavattak, tüstént felismerte az öregben a Dionysus nevelőjét, tüstént elrendelte hát, hogy tiszteletére fényes ünnepséget tartsanak, mely tíz napot és tíz éjjelt vett igénybe. Az ünnepség végeztével maga ment Silenusszal Lídiába és ott az ifjú Dionysusnak visszaadta nevelő apját. Az isten annyira megörült a dolognak, hogy Midasznak megengedte, hogy magának valamit kívánjon.

Lüdia magterülete és legnagyobb kiterjedése. Keleti határa a Halys folyó (ma Kızılırmak) volt

Midasz kapzsiságában egy meggondolatlan kívánságot kockáztatott; azt kívánta ugyanis, hogy mindaz, amit testével megérint, nyomban arannyá változzék. Mikor aztán hazafelé tartott, a legkülönbözőbb tárgyakon kipróbálta az isteni ajándékból benne rejlő erőt; ámde öröme csakhamar rémületre fordult, mert az étel is, meg az ital is arannyá változott, úgyhogy látta, miképp a sok kincsnek közepette étlen-szomjan kell majd elvesznie. Könyörgött tehát Dionysushoz, hogy vegye el tőle a végzetes ajándékot, mire az isten megparancsolta neki, hogy fürödjék meg a Pactolus vizében, mely azóta aranyszemcséket görgetett hullámaiban. [Ov. met. 11, 90 skk.] Ennek a mondának vannak más változatai is, melyek hol arra a helyre nézve térnek el, a hol Midasz Silenust találta (elfogta), hol a módra nézve, ahogyan Silenus (Satyrus) Midasz hatalmába került. Az egyik változathoz képest az elfogás az úgynevezett Midasz-forrás mellett történt Ancyra város határában, mely város alapítójául Midaszt ünnepelték. [Paus. 1, 4, 5.] Más változatok szerint ennek az elfogásnak színhelye Thymbrium és Tyraeum (Xen. an. 1, 2, 13), sőt a pannóniai határ a maedusok és paeonok telepes helyei között valahol a Vardar és Maricza közelében. [Athen. 2, 45C.] Az elfogás módját a legtöbb hagyomány úgy adta elő, hogy elmondja, miképp Midasz bort vegyített a forrás vizébe. A mit sem sejtő isten ivott a forrásból, álomba merült és így Midasznak foglya lett. Hogy miért akarta Midasz az istent hatalmába keríteni, arra a hagyomány úgy felel, hogy a király vágyódott az isten bölcsessége után (Aristot. ap. Plut. consol. 27), melyet Silenus nagyon nem szívesen árult el, és midőn végre beszédre határozta el magát, minden bölcsességét abban foglalta össze, hogy a legnagyobb szerencse az emberre, ha nem születik meg, de ha már megszületett, minél rövidebb ideig látja a napvilágot.  
Az ókori monda így hozta összefüggésbe Szilenusszal Midaszt, aki nyilván nem egyéb, mint valami jótékony természeti erőnek megszemélyesítése, ellátva állatias külsőségekkel, elsősorban a satyrusokra emlékeztető állatfülekkel (szamárfülekkel), melyeknek eredetét a későbbi monda úgy magyarázta, hogy Midasz egyszer megunván kincseinek terhét, az erdőségbe menekült és kizárólag Pán isten tiszteletének szentelte idejét. De balvégzete itt is utolérte. A Tmolus hegy felé vette útját; épp akkor, midőn Pán és Apolló a hegy istene előtt dalnokversenyre keltek. Tmolus, Apollo javára döntött, amit Midas, anélkül hogy valaki kérdezte volna, hangos bírálatnak tárgyává tett. Ezért büntetésül szamárfülei nőttek, melyeket csak úgy tudott eltitkolni, hogy szép gyöngyös tiarát viselt, a mely a füleket eltakarta. Midasz király udvari fodrásza előtt azonban a dolog mégsem maradhatott titokban, s ez a titok, melyet elárulnia egyértelmű volt a halállal, ónsúllyal nehezedett a csacska emberre. Hogy magán némiképp könnyítsen, vermet ásott, ebbe belesúgta a titkot, és aztán a kiásott földet ismét visszatette. De a verem helyén sás és nád nőtt, a nádszálak suttogtak, amint a szél ingatta, és egyszerre csak ország-világ azt hallotta, hogy: «Midasz királynak szamárfülei vannak!» Ez a monda, melyet a költészetben Ovidius örökített meg (Met. 11, 146 skk.), igen erős nyomot hagyott a népköltésben és csekély változatokkal jóformán az összes indo-európai, sőt részben a turáni népek költészetében is előfordul. Megvan az újgörögöknél («a kecskefülű király»), szerbeknél (Troján császár), bosnyákoknál, Irhonban és Walesben (ide sorolandó a Tristan monda lófülű Marc királya); megvan Olaszországban és Portugálban; Indiában és a mongoloknál (az irodalmat l. alább). 

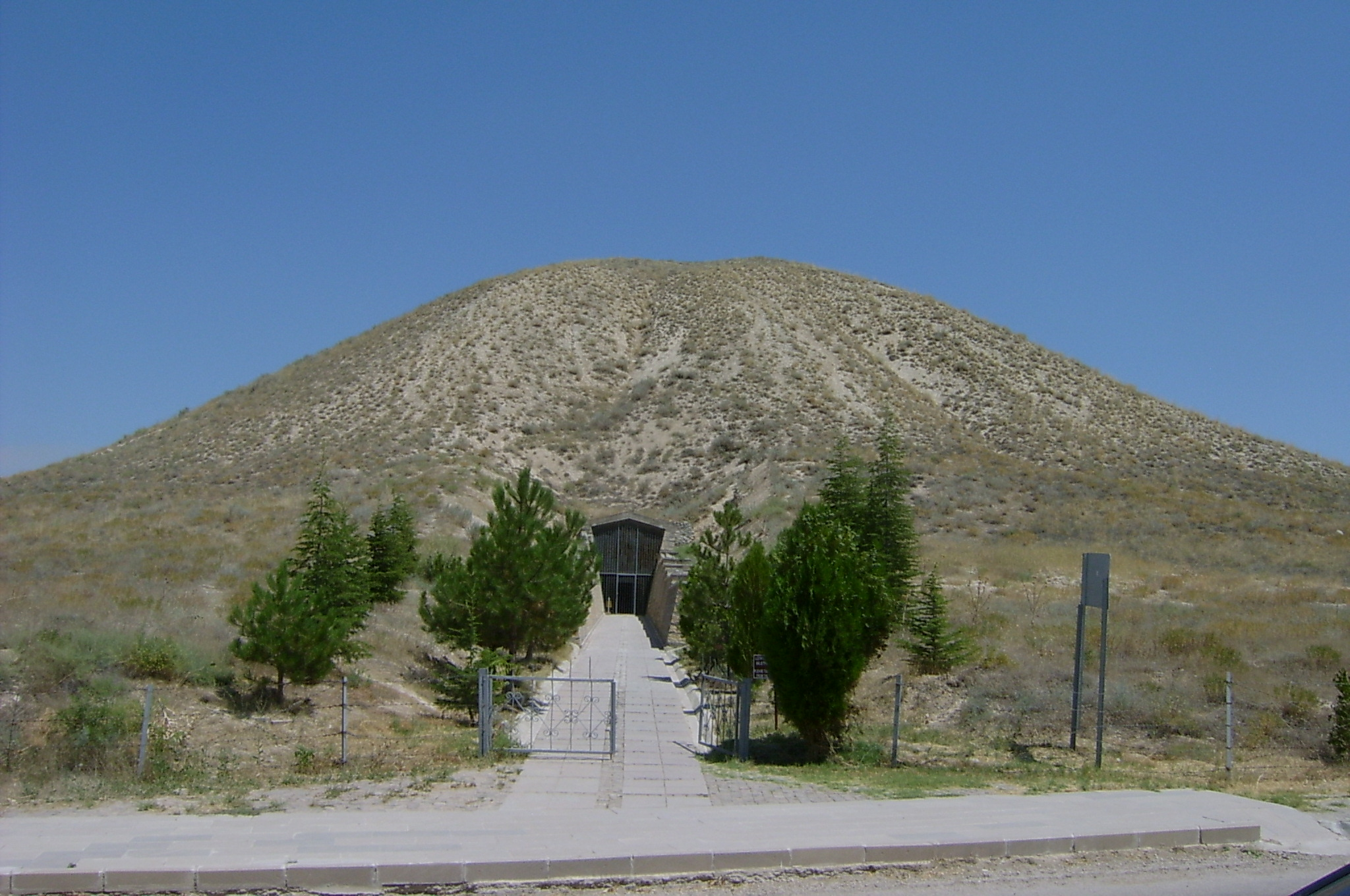
A Midasz királynak tulajdonított tumulusz Gordionban

A művészetben is nyomot hagyott, de inkább csak a kis művészetben, különösen a vázafestészetben. A piros alakos vázákon ábrázolják Midaszt, mégpedig túlnyomólag azt a jelenetet, amidőn az elfogott Silenus bölcselkedését hallgatja, és benne gyönyörködik (kiemelendő a British Museum egyik vázája, Annali, 1844, H. tábla). Mindezt összefoglalva és az idevágó irodalom segítségével csoportosítva, Midaszt illetőleg a következőkben állapodhatunk meg: Midasz egy olyan ősrégi istenség, akit úgy az északi Göröghonban telepes Briges, mint a kisázsiai Phryges egyaránt tiszteltek; mindkét népnek fejedelmei (többi közt hírneves macedóni királyok) őt tekintették törzsökös ősüknek. A Briges Északra vándorolván, magukkal vitték Midasz mondáját, amely ott összetákolódott Silenus mítoszával, melynek bölcsője viszont Macedónia. A görög természeti daemon (folyamisten, virágdaemon) a népnek mítoszalkotó köztudatában összefolyt a Briges törzsökös hősével, s így esik meg, hogy Silenust Midasz bűvös rózsakertjében fogják el. De lassankint a görög Midasz egészen háttérbe szorul a phrygiai király előtt, aki hol mérhetetlen kincseiben dúskál, hol viszont az élvezet csömörétől hajtva, az erdők rengeteg sűrűjébe menekül. Ebben a kétlaki Midaszban egyaránt fordulnak elő vonások a phrygiai királyok Midaszaiból, valamint a régi természetistenségből, akit aztán a helyhez kötéssel egyszerre Silenusszal is kapcsolatba hoztak. Így aztán azok az eredetileg északi Görögországban otthonos mondák, melyeket hol a Bermius hegyhez, hol az Inna forráshoz (Paeoniában) fűztek, áttelepültek Phrygiába, sőt olyan más kisázsiai vidékekre is, amelyek hajdan phrygiai uralom alatt állottak, pld. Ancyrába. Valamelyik prhygiai uralkodó vagy főúr (a felirat szerint Atys nevű) egy érdekes emléket emelt, amely a phrygiai építészet emlékeinek sorában kiváló figyelmet érdemel, s amelyet Midasz sírjának neveznek (533. á.). Az emlék, mely a Dogan Lu hegységbe vájt temető-városhoz tartozik, kiváló példája a Phrygiában előforduló sziklasíroknak, melyeknek kőbe vésett nagy felületű homlokzatai az építészeti formák és tagok teljes hiánya mellett keretben kifeszített óriási szőnyegekre emlékeztetnek. Az alul levő egyszerű nyílás képezi a sírhoz való bejáratot. 

## A történelmi alak
Az utolsó valóságos Midász király (más néven Mita) Kr. e. 8. sz. végén – 7. sz. elején élt frígiai király, Gorgiász fia volt. Baráti viszonyban volt a görögökkel. Tróját odaajándékozta a delphoi jósdának. Agamemnón király leányát vette feleségül. Amikor a kimmerek betörtek Anatóliába és Frígiát is megtámadták, öngyilkos lett és vele együtt megdőlt a frígiai birodalom is.